# Syrsborstsvansar
Syrsborstsvansar (Grylloblattodea eller Notoptera) är en ordning i underklassen bevingade insekter (Pterygota). Hittills är 12 arter beskrivna. Dessa lever i bergsregioner i norra Asien, Japan och Nordamerika. De blir 20 till 30 millimeter långa och lever under stenar och mossa. Syrsborstsvansar livnär sig av växtdelar och delvis även av andra smådjur.
Trots att de tillhör Pterygota saknar de vingar. Dessa djur har antingen bara rudimentärt utvecklade facettögon eller saknar dem helt, även punktögon saknas. Syrsborstsvansar är mycket resistenta mot kyla, de är aktiva redan vid 0 °C.
Full utvecklade individer lever upp till två år men honorna äter hanen direkt efter parningen (kannibalism).